# Société suisse des employés de commerce
 (novembre 2023).
La mise en forme du texte ne suit pas les recommandations de Wikipédia : il faut le « wikifier ».
Les points d'amélioration suivants sont les cas les plus fréquents. Le détail des points à revoir est peut-être précisé sur la page de discussion.
- Les titres sont pré-formatés par le logiciel. Ils ne sont ni en capitales, ni en gras.
- Le texte ne doit pas être écrit en capitales (les noms de famille non plus), ni en gras, ni en italique, ni en « petit »…
- Le gras n'est utilisé que pour surligner le titre de l'article dans l'introduction, une seule fois.
- L'italique est rarement utilisé : mots en langue étrangère, titres d'œuvres, noms de bateaux, etc.
- Les citations ne sont pas en italique mais en corps de texte normal. Elles sont entourées par des guillemets français : « et ».
- Les listes à puces sont à éviter, des paragraphes rédigés étant largement préférés. Les tableaux sont à réserver à la présentation de données structurées (résultats, etc.).
- Les appels de note de bas de page (petits chiffres en exposant, introduits par l'outil «  Source ») sont à placer entre la fin de phrase et le point final[comme ça].
- Les liens internes (vers d'autres articles de Wikipédia) sont à choisir avec parcimonie. Créez des liens vers des articles approfondissant le sujet. Les termes génériques sans rapport avec le sujet sont à éviter, ainsi que les répétitions de liens vers un même terme.
- Les liens externes sont à placer uniquement dans une section « Liens externes », à la fin de l'article. Ces liens sont à choisir avec parcimonie suivant les règles définies. Si un lien sert de source à l'article, son insertion dans le texte est à faire par les notes de bas de page.
- La présentation des références doit suivre les conventions bibliographiques. Il est recommandé d'utiliser les modèles {{Ouvrage}}, {{Chapitre}}, {{Article}}, {{Lien web}} et/ou {{Bibliographie}}. Le mode d'édition visuel peut mettre en forme automatiquement les références.
- Insérer une infobox (cadre d'informations à droite) n'est pas obligatoire pour parachever la mise en page.

Pour une aide détaillée, merci de consulter Aide:Wikification.
Si vous pensez que ces points ont été résolus, vous pouvez retirer ce bandeau et améliorer la mise en forme d'un autre article.
 (novembre 2023).
 (novembre 2023).
La Société suisse des employés de commerce (SEC Suisse) est l’association faîtière suisse des employés de commerce. Fondée en 1873, elle compte environ 38 500 membres.
Dans toute la Suisse, elle représente environ 700 000 employés issus du secteur bancaire et des assurances, du commerce de détail, de l'artisanat, de l'industrie, du trafic aérien et de la location de services dans près de 40 conventions collectives de travail régionales et nationales. 
Elle compte plusieurs centres de formation et  écoles (écoles professionnelles commerciales de base et de formation continue, Haute école d'économie de Zurich, Institut suisse d'économie d'entreprise) , et elle est responsable ou co-responsable de différents examens menant au brevet ou au diplôme fédéral. 
Avec son alliance politique «la plateforme», elle représente plus de 88 000 employés. 

## Organisation

### Direction
La direction de la Société suisse des employés de commerce (association faîtière) accomplit des tâches d'ordre supérieur au niveau national, notamment dans les domaines de la formation, du partenariat social, de la politique et de la communication. Elle se compose du CEO de la Société suisse des employés de commerce et des responsables de départements. Le CEO jusqu'en 2023 est Christian Zünd. Sascha M. Burkhalter lui succède le 1er janvier 2024.
Le secrétariat central de la Société suisse des employés de commerce est situé à Zurich. Un secrétariat romand est localisé à Neuchâtel. 

### Comité central
Le comité central est responsable de la direction stratégique et de la coordination générale. Il est responsable des opérations supérieures de l'association et décide des activités commerciales. Il est composé du président de la Société suisse des employés de commerce, du délégué financier et de trois autres membres. Le président actuel est Daniel Jositsch. 

### Assemblée générale
L'assemblée générale est l'organe suprême de la Société des employés de commerce et constitue son organe législatif. Elle se réunit au moins une fois par année. Elle est composée des présidents des sections et est dirigée par le président de la Société suisse des employés de commerce. Les membres du comité central et le CEO participent également à l'assemblée générale.
L’association est religieusement neutre, n’est affiliée à aucun parti politique et a une structure fédérale (régions/sections).

## Sections
La Société suisse des employés de commerce est représentée dans les trois régions linguistiques de la Suisse  et se compose de 24 sections, réparties depuis janvier 2019 en sept régions (Deux Bâle ; Berne, Soleure, Argovie ; Lucerne ; Suisse orientale ; Suisse romande (Association romande des employés de commerce) ; Tessin ; Zurich), dirigées par les sections principales. 
En Suisse romande, l'Association romande des employés de commerce fédère en son sein toutes les sections cantonales de Suisse romande.

## Historique
Le 14 avril 1873 a vu la création de la Société suisse des jeunes commerçants (autrefois «Schweizerischer Kaufmännischer Verein» et «Schweizerischer Verein junger Kaufleute»), née du regroupement de sociétés locales de jeunes commerçants constituées dans les années 1860.  

### Dissiper les tensions sociales
Dans cette période fondatrice, la société se distingue par une grande variété d’activités sociales et de communication : outre la constitution de nombreuses sections et clubs, les jalons les plus marquants sont la création d’un bureau de placement dans le domaine du commerce (1876), la gestion du bureau de vente officiel de la première exposition nationale suisse à Zurich ainsi que l’édition du « Journal suisse des commerçants » (1897).  
Au tournant du siècle, le développement de la société a été marqué par la croissance économique et la différenciation fonctionnelle des groupes professionnels qui en a résulté. La stagnation économique provoquée par la Première Guerre mondiale (1914–1918) a généré un fort chômage. Dans un contexte de tensions sociales, la société a gardé ses distances face à la radicalisation du mouvement ouvrier, s’engageant en revanche pour la création de la Fédération des sociétés suisses d’employés (FSE). Les efforts de cette fédération permirent d’aboutir à la première convention collective de travail applicable à l’échelle suisse. Simultanément, il était décidé à une grande majorité d’autoriser l’admission dans les sections des femmes employées de commerce. 

### Revoir le système de prévoyance
Au niveau politique, les employés ont choisi dès les années 1920 de suivre leur propre voie médiane entre la gauche et la droite. Parmi les principaux acquis sociaux de la société figurent l’introduction du congé le samedi après-midi, celle d’un fonds social qui devait constituer la base d’une future institution de prévoyance, celle d’une prévoyance invalidité et vieillesse ainsi que celle d’une caisse de chômage propre à l’association. Ces étapes partielles ont constitué des jalons importants sur la voie de l’introduction au niveau fédéral d’une assurance-vieillesse et survivants (AVS), qui sera adoptée dans les urnes le 6 juillet 1947 à une très large majorité – 80 % des votants, exclusivement des hommes à cette époque. 

### Promouvoir la formation et l'apprentissage tout au long de la vie
La politique de formation a toujours constitué un des champs d’activité privilégiés de la Société des employés de commerce. Inscrite dans les statuts fondateurs, la volonté de promouvoir la formation continue des employés de commerce a reçu une impulsion durable avec l’arrêté fédéral du 15 avril 1891 donnant accès aux subventions de la Confédération. Les deux principes définis à l’époque, à savoir l’orientation sur la pratique professionnelle et le système des petites classes, avaient quelque chose de visionnaire et montrent que le transfert dans le travail quotidien était déjà fermement inscrit dans l’ADN de la formation donnée aux employés de commerce.  
En 1920, d’autres jalons déterminants pour la systématisation de la formation professionnelle ont été posés:  l’introduction d’examens professionnels dans les domaines de la correspondance, de la banque et de la sténographie devait en particulier permettre aux adhérentes féminines de la société d’obtenir elles aussi des diplômes et ainsi de faire carrière. 

### Répondre aux défis dans la politique professionnelle
Dans le cadre de la croissance économique enregistrée depuis les années 1950, la Société des employés de commerce a enregistré une progression graduelle du nombre de ses membres qui a atteint son apogée en 1985 avec plus de 77 000 personnes.  
outefois, des forces exogènes ont diamétralement contrecarré la poursuite de cette tendance, que ce soit parce que la spécialisation dans les professions commerciales (ère informatique) a rendu sa politique professionnelle moins adéquate, parce que ses principales offres en matière de politique sociale ont été étatisées (prévoyance professionnelle obligatoire - 1985) ou encore en raison de la globalisation des marchés et des fusions. Ces évolutions ont placé la société devant de nouveaux défis considérables. 

### Spécialiser les professions commerciales
La différenciation des diplômes professionnels commerciaux (examens professionnels supérieurs, examens professionnels, examens propres à l’association) a été accompagnée par de nombreuses innovations dans le domaine de la formation.  
1963 a vu la création de l’Institut suisse d’économie d’entreprise SIB, qui en 1968 a donné naissance à la Höhere Wirtschafts- und Verwaltungsschule. Cette école à plein temps a trouvé son pendant pour la formation en cours d’emploi avec la création de la Hochschule für Wirtschaft Zürich en 1986. Celle-ci est jusqu’à présent la seule haute école spécialisée privée de Suisse gérée par une association (en coopération avec la fondation Juventus Schulen). D’autres filiales telles qu’examen.ch, SIZ Certificat suisse en informatique, SKV Immobilien SA, le KV Bildungsgruppe Schweiz et les éditions SKV témoignent du large engagement de la Société suisse des employés de commerce dans le domaine de la formation professionnelle, un engagement qui connaît un nouveau point fort en 2023 avec la réforme de la formation commerciale initiale. 

## Raison d'être
La Société suisse des employés de commerce accomplit des tâches au niveau national dans les domaines de la formation, du partenariat social et de la politique. Elle est particulièrement engagée dans les domaines de l'économie du sens, de la santé, des compétences du futur et de l'égalité. 

## Alliance politique «la plateforme»
La plateforme est l’alliance politique des associations d’employés et associations professionnelles indépendantes. 